# Garin lo Brun
Garin lo Brun (fl. primera meitat del segle XII) fou un trobador occità. Se'n conserven dues composicions.

## Vida
No es conserven referències a aquest personatge en documents d'arxiu. La vida diu que era del Velay, del bisbat del Puy de Santa Maria. Tanmateix, sembla que els seus orígens estarien a Chastèlnòu de Randon i que el seu pare seria Garin de Randon. De totes maneres, el que diu la vida també pot estar basat en el fet que la família tenia possessions al Velay i ell podria haver-hi passat temps. Garin lo Brun ja hauria mort el 1162 quan el seu germà Guilhem de Randon fa una donació a l'Orde del Temple perquè es facin misses per la seva ànima.

## Obra
De Garin lo Brun es conserva una tençó fingida entre Meysura ("Mesura", entesa com a prudència, etc) i Leujayria ("Lleugeresa", entesa com a frivolitat, etc). Garin planteja els dilemes entre el que aconsella una i l'altra; Mesura i Lleugeresa no intervenen directament sinó que se'n parla en tercera persona (Meysura·m ditz "Mesura em diu", etc). En la tornada, aquesta tençó va adreçada a Eble de Sanhas.
També se'n conserva un ensenhamen de 650 versos hexasíl·labs adreçat a les dames amb indicacions sobre el seu comportament (E·l termini d'estiu). A això fa referència la vida quan diu fo bons trobaire, e fo a maltraire de las dompnas com deguesson captener. És un dels ensenhamens més antics, o el més antic, que s'hagi conservat.
La vida acaba dient que no feu versos ni cançons sinó només tençons, afirmació que es pot basar en el fet que l'única peça que s'ha conservat, a part de l'ensenhamen, és una tençó.
- (163,1)[4] Nueyt e iorn suy en pessamen (tençó fictícia)
- E·l termini d'estiu (ensenhamen)

## Repertoris
- Alfred Pillet / Henry Carstens, Bibliographie der Troubadours von Dr. Alfred Pillet […] ergänzt, weitergeführt und herausgegeben von Dr. Henry Carstens. Halle : Niemeyer, 1933 [Garin lo Brun és el número PC 163]
- Guido Favati (editor), Le biografie trovadoriche, testi provenzali dei secc. XIII e XIV, Bologna, Palmaverde, 1961, pàg. 123
- Martí de Riquer, Vidas y retratos de trovadores. Textos y miniaturas del siglo XIII, Barcelona, Círculo de Lectores, 1995 p. 158-159 [Reproducció de la vida, amb traducció a l'espanyol, i miniatura del cançoner I]